# The True Glory
The True Glory ist ein Dokumentarfilm aus dem Jahr 1945, der in US-amerikanisch-britischer Co-Produktion entstand.

## Handlung

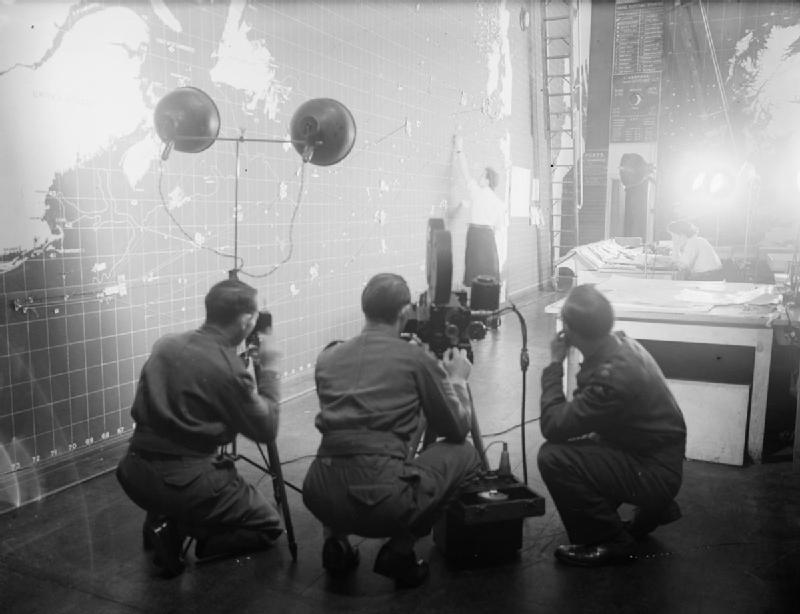
Dreh einer Wren im Atlantic Battle Operations Room von Derby House, Liverpool im Januar 1945

Der Film beschreibt die Vorbereitungen zur alliierten Invasion in der Normandie. Während amerikanische Offiziere die Landung planen, arbeiten amerikanische Arbeiter an Schiffen und verfrachten Material nach England. Dazu werden Interviews mit Zivilisten und Soldaten geführt, die über die Auswirkungen des Krieges sprechen. Rekruten werden bei ihrer Ausbildung gezeigt.
Nach der Koordinierung der Landungspläne durch den amerikanischen Befehlshaber Dwight D. Eisenhower beginnt die Landung in der Normandie. Filmszenen mit verwundeten und toten Soldaten am Omaha Beach werden vorgeführt. Es folgen Interviews mit Verwundeten.
Zur Erleichterung der Anlandung weiterer alliierter Truppen werden improvisierte Häfen angelegt. Am 25. Juni 1944 wird die französische Stadt Cherbourg eingenommen. Caen und Saint-Lô sind die weiteren Ziele. Die US-Truppen werden von der Bevölkerung als Befreier gefeiert.
Das Leben der Franzosen in Paris unter deutscher Besatzung wird gezeigt. Dazu werden die Bemühungen der französischen Widerstandsbewegung beschrieben. Es folgen Aufnahmen von der Ankunft des Generals Charles de Gaulle und seiner freien Truppen in Paris. Soldaten sprechen über ihre Erfahrungen im Kampf mit den Deutschen und ihre Erfahrungen mit deutschen Kriegsgefangenen.
In Jalta treffen sich die Staatschefs der Alliierten zu einer Konferenz. US-Truppen überqueren den Rhein bei Remagen. Amerikanische Kriegsgefangene werden befreit und vom Tode ihres Präsidenten Franklin D. Roosevelt informiert. Das KZ Bergen-Belsen wird befreit. Aufnahmen über die Gräueltaten werden veröffentlicht.
Am 9. Mai 1945 enden die Kampfhandlungen, ganz Deutschland ist von den alliierten Truppen besetzt.

## Auszeichnungen
1946 wurde der Film in der Kategorie Bester Dokumentarfilm mit dem Oscar ausgezeichnet. Der New York Film Critics Circle ehrte den Film mit einem Spezialpreis. Das National Board of Review verlieh dem Film den NBR-Award in der Kategorie Bester Film.

## Hintergrund
Der Film wurde vom United States Office of War Information und dem britischen Informationsministerium produziert und von Columbia Pictures in den Vertrieb gebracht. Die Uraufführung fand am 27. August 1945 in Großbritannien und am 4. Oktober 1945 in den USA statt.
Einem Bericht der New York Sun vom 5. Februar 2008 zufolge wurde das Filmmaterial von 1.400 Kameramännern gefilmt. 32 von ihnen wurden getötet, 101 verwundet, 16 gelten als vermisst.
Der Film ist public domain und kann im Internet Archive angeschaut werden.
Der Titel stammt aus einem Zitat von Sir Francis Drake: „There must be a beginning of any great matter, but the continuing unto the end until it be thoroughly finished yields the True Glory.“ (dt.: Jede große Sache erfordert einen Anfang, aber die Fortsetzung bis zum Ende, bis zur mühsamen Vollendung bringt den wahren Ruhm.).